# Elecciones presidenciales de Kirguistán de 1991
El 13 de octubre de 1991 se celebraron las primeras elecciones presidenciales de Kirguistán tras la declaración de independencia del país de la Unión Soviética. El único candidato fue Askar Akayev, hasta entonces presidente provisional del país, por lo que la elección se limitó a un referéndum. Akayev ganó con el 95.4% de los votos para un mandato de cuatro años, en una participación del 89% del electorado.

## Resultados
| Candidato                          | Partido                            | Votos     | %    |
| ---------------------------------- | ---------------------------------- | --------- | ---- |
| Askar Akayev                       | Independiente                      | 1.968.781 | 95.4 |
| En contra                          | En contra                          | 95.702    | 4.6  |
| Votos en blanco/inválidos          | Votos en blanco/inválidos          | 1.098     | –    |
| Total                              | Total                              | 2.065.318 | 100  |
| Votantes registrados/participación | Votantes registrados/participación | 2.319.780 | 89.0 |
| Fuente: Nohlen et al.              |                                    |           |      |